# 小行星22551
小行星22551（22551 Adamsolomon）是一颗绕太阳运转的小行星，为主小行星带小行星。该小行星于1998年3月31日发现。

## 轨道参数
小行星22551的轨道半长轴为2.2591301 UA，离心率为0.048。